# Schmallenberg virus

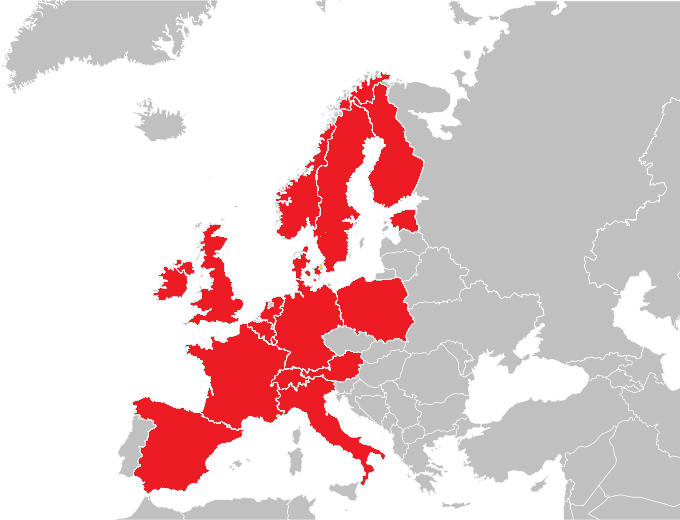
Distribuzione in Europa dello Schmallenberg virus (in rosso i paesi con animali affetti, in verde i paesi con i vettori presenti)

Lo Schmallenberg virus (SBV) è il nome provvisorio dato a un virus del genere degli orthobunyavirus correlati con il virus Shamonda. È stato isolato per la prima volta a Schmallenberg, città della Renania Settentrionale-Vestfalia in Germania. Esso è correlato a malformazioni congenite e mortalità neonatale in bovini, ovini e caprini.
La trasmissione avviene attraverso dei moscerini (vettori) della famiglia dei Ceratopogonidae genere Culicoides. I paesi in cui questa infezione animale di tipo virale è presente, oltre alla Germania, sono: Olanda, Belgio, Francia, Lussemburgo, Italia, Spagna e Gran Bretagna.
Il virus non sembra correlato con rischi per la salute per la specie umana, non avendo questo le caratteristiche biologiche per determinare una zoonosi.
Nel giugno 2012 l'EFSA ha emanato un importante documento circa l'epidemiologia e l'impatto sulla salute animale e umana del virus.

## Storia
Il Friedrich-Loeffler-Institute, l'Istituto di Ricerca Federale per la Salute degli Animali (FLI), la prima volta, ha isolato un virus del genere Orthobunyavirus da bovini in Germania. L'analisi comparata del materiale genetico suggerisce che si tratta di un virus appartenente al sierogruppo Simbu (Shamonda, Aina, Akabane virus). Il virus è stato coltivato su una linea cellulare di insetto e successivamente su una linea cellulare di criceto e quindi ulteriormente propagato. Grazie alla origine campione, è stato provvisoriamente chiamato "virus Schmallenberg". Ulteriori studi sulla caratterizzazione del virus e sulla sua epidemiologia sono in corso.
Una relazione tra il virus isolato con i sintomi e i danni rilevati nei bovini sembra essere molto probabile.
Nessun contagio diretto da animale ad animale è stato trovato.

## Diffusione
Il virus è stato rilevato nel mese di novembre 2011 in un allevamento nella città tedesca di Winterberg. Nei primi di dicembre 2011, il virus è stato trovato anche in Belgio e in Olanda. Il 22 gennaio 2012 è stato confermata presenza della malattia in Gran Bretagna dove è stata dimostrata negli ovini; quattro giorni dopo è stato rinvenuto in Francia. Successivamente, anche l'Italia è stata interessata all'infezione.

## Sintomatologia correlata
La sintomatologia correlata con l'infezione è accertato che provoca negli animali:
- febbre,
- blocco della lattazione,
- diarrea grave,
- aborti e malformazioni congenite negli agnelli e vitelli.

## Aspetti economici
Nel marzo 2012 la Russia, l'Ucraina, il Kazakistan, l'Egitto e il Messico hanno sospeso tutte le importazioni dai paesi colpiti di bovini e pecore vive, insieme con gli embrioni e lo sperma di queste specie.
Anche gli USA dopo il 1º giugno 2011 hanno imposto un divieto di importazione di bovini e germoplasma raccolti nei paesi dell'Unione europea.